# Hypserpa nitida
Hypserpa nitida är en tvåhjärtbladig växtart som beskrevs av John Miers och George Bentham. Hypserpa nitida ingår i släktet Hypserpa och familjen Menispermaceae. Inga underarter finns listade i Catalogue of Life.